# ماكس أوشنيت
ماكس كارول أوشنيت (14 فبراير 1888 – 18 يناير 1957). كان رجل أعمال روماني وسياسي، وأحد أبرز رجال الصناعة في بلاده خلال فترة ما بين الحربين العالميتين. بسبب ولادته من أبوين من المهاجرين اليهود الأوكرانيين، أمضى جزءًا كبيرًا من فترة شبابه خارج البلاد، عائدًا في عام 1910 لإنشاء شركة تجارية لاستيراد الصفيح المعدني، ليعمل بذلك على زيادة ثروة والده بعد الحرب العالمية الأولى. تولى أوشنيت في البداية منصب مشرف، ومن عام 1929 أصبح مديرًا إداريًا لمصنع ريشيتسا للحديد في المدينة نفسها، فضلًا عن تأسيس مصنع تيتان نادراغ كالان، الشريك الإقليمي لشركة فيكرز – أرمسترونغز، ومستثمرًا في العديد من المجالات الأخرى. عرف باسم «ملك الحديد» لرومانيا الكبرى، وكان له علاقات عمل، وفي ما بعد منافس استهلاكي مع المصنّع نيكولاي مالاكسا. كان الاثنان مالكين مشاركين لشركة كريدتأنستالت، التي كان لها حضور قوي في أوروبا.
انتخب أوشنيت بداية عضوًا مستقلًا في مجلس الشيوخ، وتحول إلى السياسة الحزبية بكونه الداعم المالي لحزب الفلاحين الوطني؛ كان على تعاون دائم مع فيرجيل مادجارو وديد إي. دوبريسكو. في الوقت نفسه، انضم إلى جماعة مقربة من الملك كارول الثاني، تقدم للأخير الرشوة على نحو مستمر هو وعشيقته إيلينا لوبيسكو. كان هذا السلوك سببًا في لفت انتباه سلبي إلى أعماله، وخاصة بعد استخدام أوشنيت علاقاته السياسية لتأمين عقود الدولة الرومانية، التي استندت ثروته إليها إلى حد كبير. جعله فساده المزعوم، بالإضافة إلى انتمائه العرقي ومناهضته للفاشية، هدفًا لهجمات لفظية وجسدية شنتها حركات اليمين المتطرف، ولا سيما الحرس الحديدي. حاول أوشنيت نزع فتيل هذا التهديد من خلال الإشادة بالقومية الرومانية أمام الملأ، وأيضًا من خلال رعايته شبكة الحرس الحديدي الروماني. أثار زواجه سنة 1935 بابنة أوغستين بورديا، وتحوله إلى الكاثوليكية الرومانية، مزيدًا من الجدل.
وجد أوشنت نفسه على خلاف مع كارول بعد سلسلة من الخلافات الزوجية والاقتصادية والجيوسياسية. بعد تهميشه بسبب إقرار القوانين العنصرية في عام 1937، تعرض لأذى أكبر مع سعي جبهة النهضة الوطنية بزعامة كارول إلى التقارب مع ألمانيا النازية. اعتقل بعد فترة وجيزة من اندلاع الحرب العالمية الثانية، وسجن في أعقاب محاكمة شكلية. في أثناء ذلك، فقد حصته من شركة الحديد في ريشيتسا، والتي ذهبت إلى مالاكا وألبرت غورينغ، ثم فقد بعدها جنسيته. سقط كارول من السلطة في عام 1940، ثم خلفه إيون أنتونيسكو في منصب دكتاتور. على الرغم من كونه معاديا للسامية، ساوم هذا النظام على حصص شركة تيتان نادراغ كالان، وفي النهاية برأ أوشنيت من جميع التهم في عام 1942. بمجرد تحريره، لجأ إلى رعاية جماعات المعارضة، وانخرط في مساعدة إخوانه اليهود على الإفلات من المحرقة. لعب دورًا ثانويًا في التخطيط لانقلاب ضد الفاشية في عام 1944، إلا أنه اضطر إلى الفرار من رومانيا قبل وقوع الانقلاب، وصدر الحكم عليه غيابيًا بالإعدام. مع عودته لمساعدة مفوضية الحلفاء، اندفع ببطء إلى المنفى بسبب علامات تشير إلى تأسيس الحزب الشيوعي الروماني لديكتاتورية جديدة.
أعاد النظام الشيوعي الجديد سحب الجنسية من أوشنيت قبل أن يعلن إدانته بالخيانة. أشارت التهم إلى تورط أوشنيت مع جماعات المقاومة المناهضة للشيوعية، بما في ذلك تمويله خلايا الحرس الحديدي التابع لنيكولاي بتراشكو. بعد تجريده من أملاكه الرومانية، أعاد أوشنيت تقديم نفسه بوصفه رائد أعمال في مجال الصناعات البلاستيكية، وحصل على الجنسية الأميركية. كانت أنشطته السياسية الأخيرة بمثابة راعٍ للجنة الوطنية الرومانية، التي انقسمت إلى فصائل مؤيدة لأوشنيت وأخرى مؤيدة لمالاكسا، بقيادة كونستانتين فيشويانو ونيكولاي راديسكو، على الترتيب.

## سيرته

### البدايات
كان أوشنيت ابنًا لمهاجرين يهود أوكرانيين، من حاملي جنسية الإمبراطورية النمساوية المجرية، إلا أنه ربما ادعى أصولًا تعود ليهود السفارديم. يدعي الصحفي رومولوس داميان في مقال هجومي أن عائلة أوشنيت، بمن فيهم أولياس، والد ماكس، وأمه كلارا، وشقيقه الأكبر إدغار، قد عبروا بصورة غير قانونية إلى المملكة الرومانية من غاليسيا، ثم رشوا السلطات للحصول على الجنسية. كرر هذا الادعاء في عام 1939 وزير العدل إستريت ميسكو، الذي وصف تجنيس عائلة أوشنيت بأنه يستند إلى «شهادات مشكوك فيها». عرف والد ماكس في السجلات الأولية باسم «أوسياس أوشنيت»، وكان له خبرة في تجارة الحديد. سجل شركته الخاصة للاستيراد والتصدير في مدينة غالاتسي الساحلية في 14 يونيو 1884. جمع أولياس على مر الوقت ثروة كبيرة، شملت في سنة 1908 أحد أكبر موانئ إعادة التصدير في رومانيا، والتي قادها ماكس لاحقًا للنمو ثلاثة أضعاف. كان منزل الأسرة في غالاتسي يقع على مقربة من منزل بانايت مالاكا، عم نيكولاي مالاكسا، منافس أوشنت التجاري الدائم.
بحسب إحدى الروايات، نشأ ماكس في غالاتسي، مسقط رأسه، والتحق بمدرسة فيرجيل مادغارو نفسها، الذي أصبح لاحقًا شريكه السياسي. يتناقض ذلك مع سجلات أخرى، تشير إلى أن أولياس قد دفع للعودة إلى الإمبراطورية النمساوية المجرية «بعد فترة وجيزة من ولادة ماكس»، ما يعني أن الأخير قضى كل سنوات طفولته في فيينا، ولم يعد إلى غالاتسي إلا في عام 1910. من المعروف أنه درس في الخارج، في فيينا ولندن، متخرجًا من أكاديمية الدراسات التجارية المتقدمة. بعد استعادة رومانيا، أسس شركة تجارية تتعامل مع واردات الصفيح المعدني، ثم أسس أول مصنع لصناعة الأسلاك في المملكة. ظهرت شائعات تفيد بأن المخابرات النمساوية تدعم هذه المشاريع ماليًا. خدم عدة أفراد من عائلة أوشنيت، بمن فيهم ماكس، في الجيش الروماني خلال حملات الحرب العالمية الأولى، التي أسفرت عن تأسيس رومانيا الكبرى، تخطى إدغار التجنيد سنة 1915 بعد إثبات خضوعه للإمبراطورية النمساوية المجرية.
يرى الخبير الاقتصادي نيكولاي بافالوكا أن ماكس أوشنيت بنى ثروته الشخصية من خلال مصنع المسامير في غالاتسي الذي اشتراه من نيتسا كالتوفيانو «بعد فترة قصيرة من الحرب العالمية الأولى». نقل مكاتب عمله إلى بانات بعد التوحيد مع رومانيا، وكلّف بإدارة مصنع الحديد في ريشيتسا. حسب روايته الخاصة، طلب منه أن يصبح مديرًا كاملًا لتلك الشركة في عام 1929، بعد أن انخفضت الأسهم. أسس إمبراطورية شملت مصنع الحديد في ريشيتسا، بالإضافة إلى مصانع ومناجم أصغر في أماكن مثل آنينا، وأرمينيش، وبوشا. قبل أن أرضه امتدت لمساحة 607 كم مربع، فضلًا عن 110 كم مربع من الغابات خارج نادراغ. تولى أوشنت منصب رئيس الرابطة العامة للصناعة في بانات، ونائب عام اتحاد الصناعيين في رومانيا. أطلق عليه لقب «ملك الحديد»، «وزهاروف الروماني»، كان بشكل عام «صاحب القوة الأكبر في صناعة الأسلحة والمعادن والتعدين في رومانيا».